# Balcarka
Jeskyně Balcarka se nachází jižně od Ostrova u Macochy, v severovýchodní části CHKO Moravský kras, v jádru skalnatého meandru Suchého žlebu zvaného Balcarova skála. Pět metrů vysoký vchod do jeskyně Balcarky je známý od nepaměti, byla zde nalezena ohniště a různé nástroje ze starší doby kamenné a kosti čtvrtohorních zvířat.
Od roku 1923 byla jeskyně postupně objevována Josefem Šamalíkem, v roce 1936 byly jednotlivé části jeskyně spojeny v jeden celek. Jeskyně tvoří složitý systém, vystupující ve dvou výškových úrovních spojených vysokými dómy. Na vzniku jeskyně se podílely vody Lopače a Krasovského potoka, jejichž ponory se nyní nachází severně a jižně od jeskyně. Jeskyni provozuje Správa jeskyní České republiky s otevírací dobou od března do listopadu. Od listopadu roku 2007 v ní probíhala rekonstrukce, kvůli které byla jeskyně uzavřena, od 4. července 2009 je Balcarka znovu otevřena.
Dóm zkázy a Fochův dóm jsou jedny z největších prostor v Moravském krasu. Krápníková výzdoba je jednou z nejkrásnějších z veřejnosti přístupných českých jeskyní. Významné části jeskyně jsou kromě dómů Rotundy, Galerie, Popeluška a Jubilejní dómy Masarykovy.

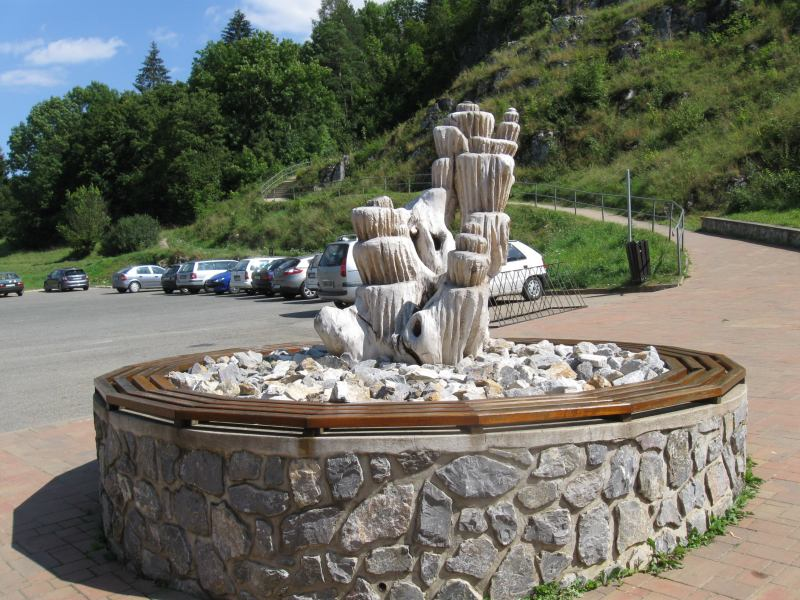
Přístup k jeskyním a parkoviště
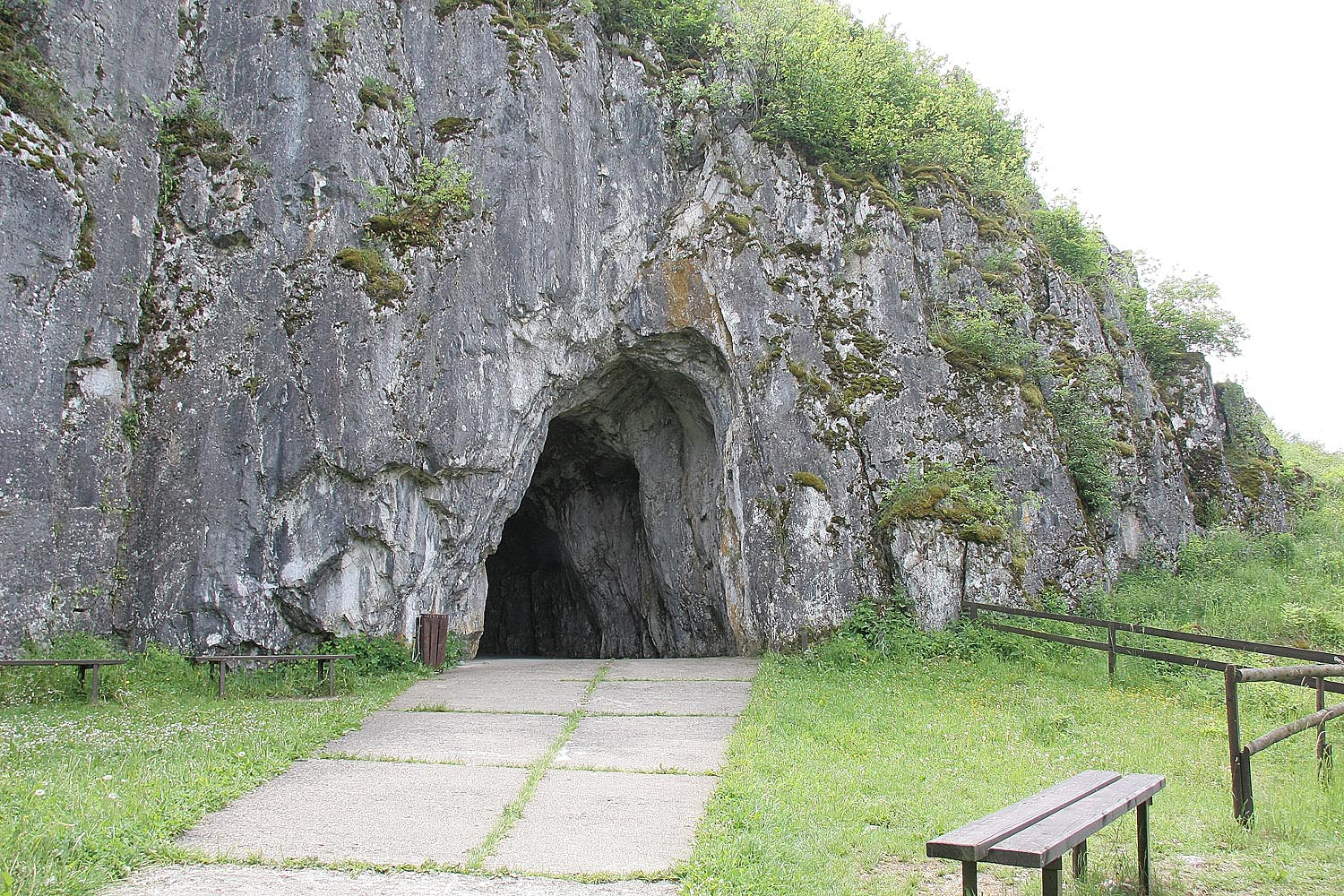
Vstupní portál jeskyně
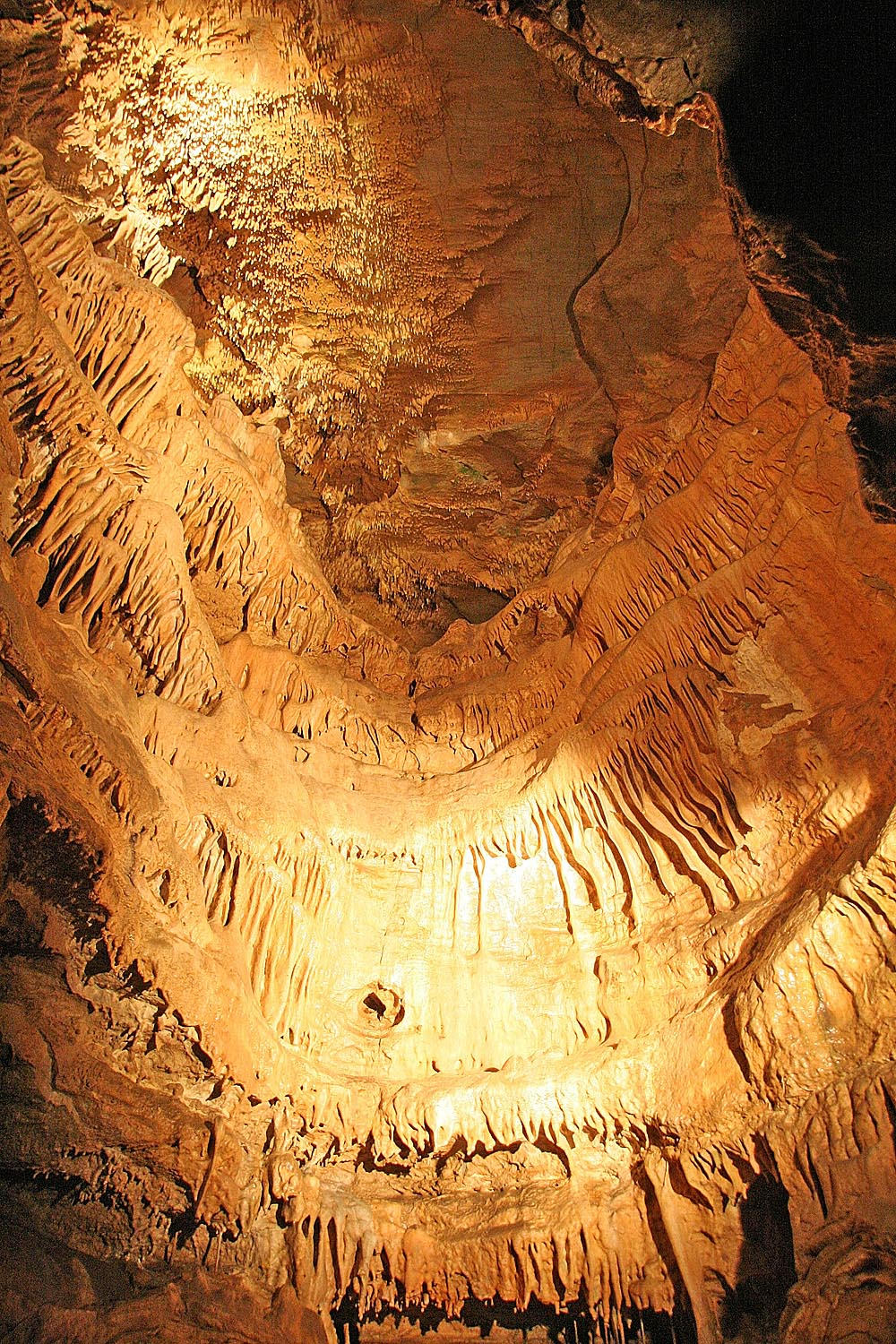
Kruhová propast Rotunta
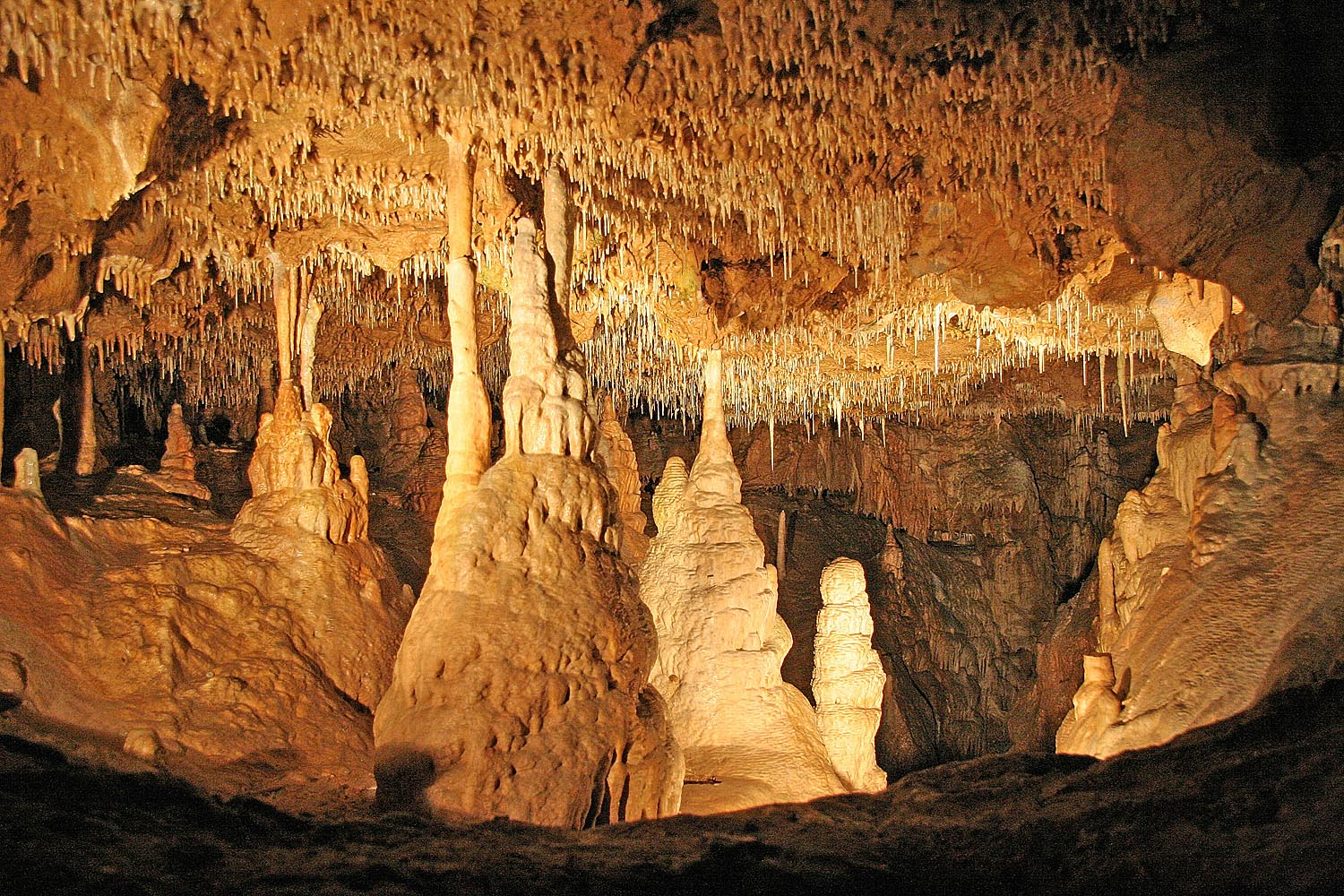
Galerie
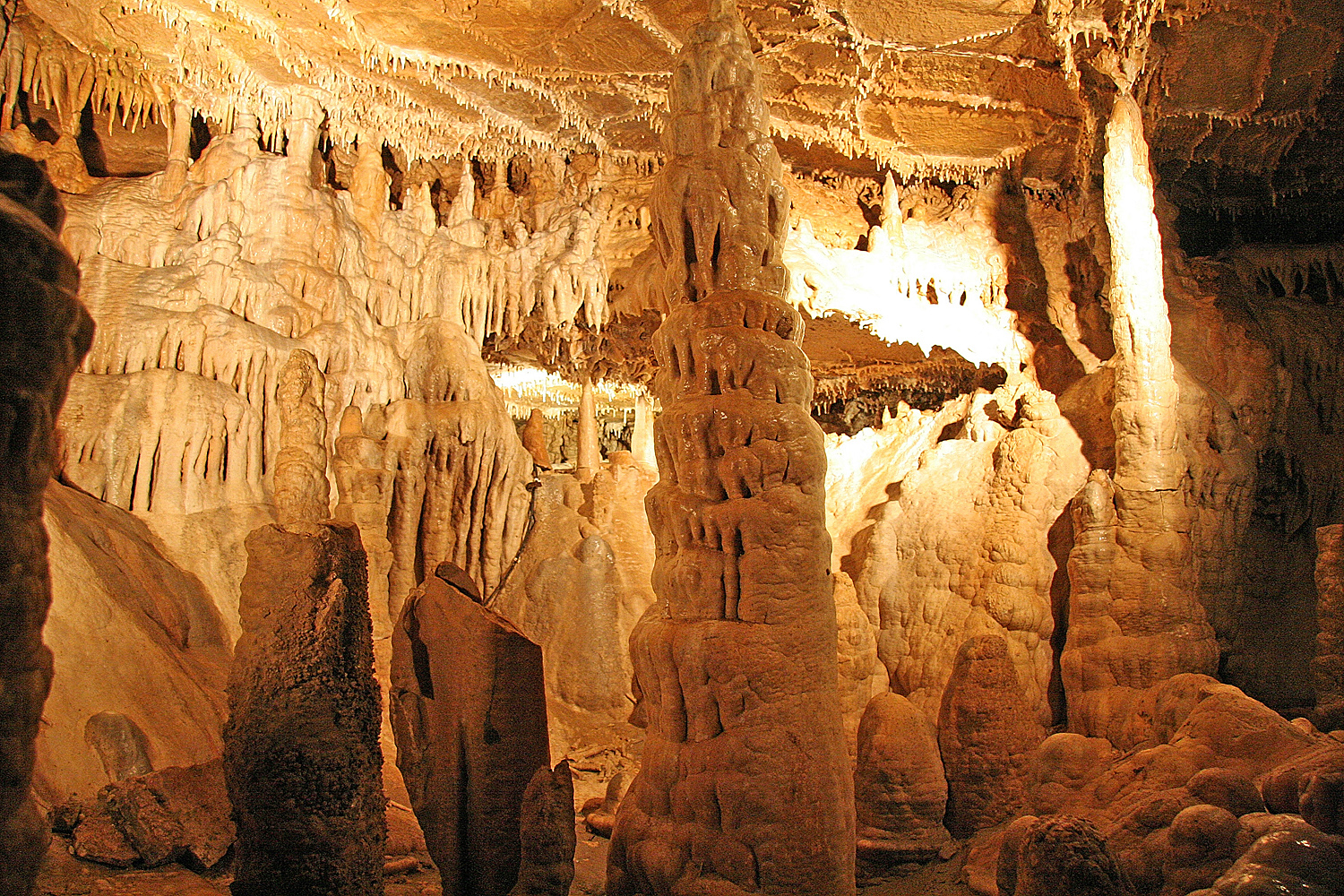
Galerie
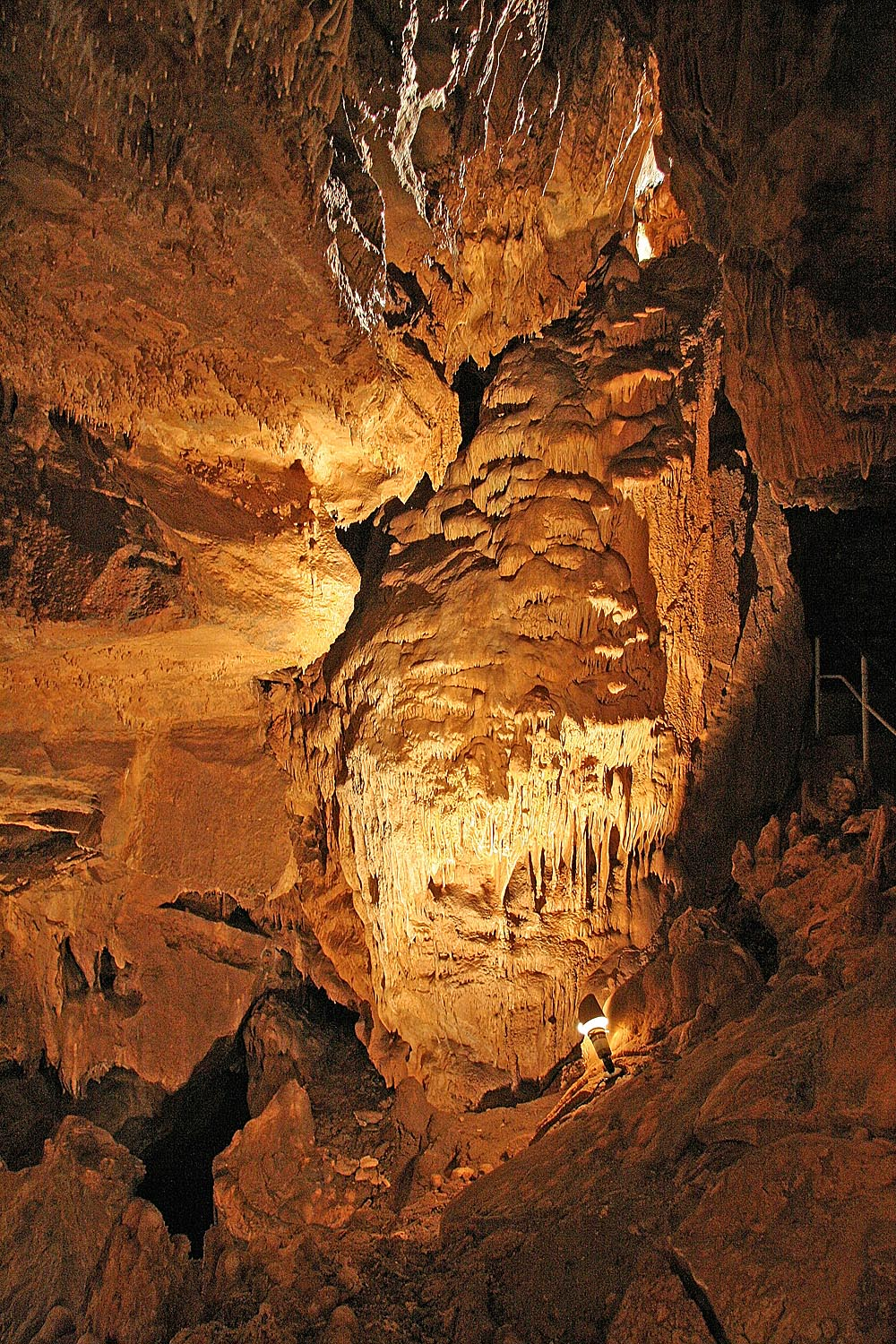
Dóm zkázy - Vodopád
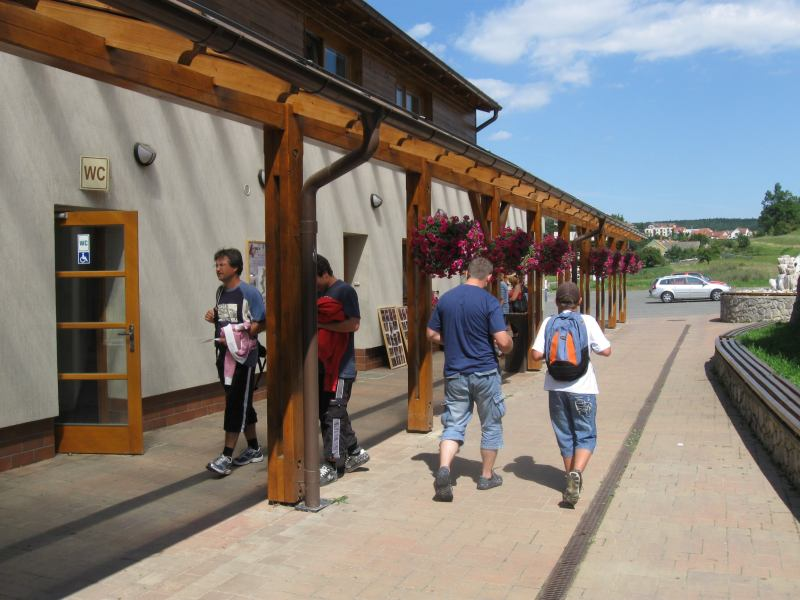
Provozní budova
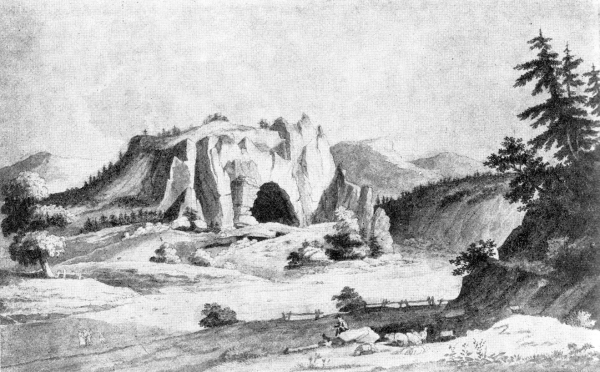
Balcarova skála v roce 1820